# Rasno (Sjenica)
Rasno (Servisch cyrillisch Расно) is een plaats in de Servische gemeente Sjenica. De plaats telt 401 inwoners (2002).